# ميخائيل جاي بيركنز
ميخائيل جاي بيركنز (بالإنجليزية: Michael J. Perkins)‏ هو عسكري أمريكي، ولد في 17 أغسطس 1892 في بوسطن في الولايات المتحدة، وتوفي في 28 أكتوبر 1918.